# France aux Jeux olympiques de la jeunesse d'hiver de 2020
La France participe aux Jeux olympiques de la jeunesse d'hiver de 2020 à Lausanne en Suisse du 9 au 22 janvier 2020.
Le porte-drapeau de cette délégation est la bobeuse Camila Copain.
La France termine dixième du classement des médailles avec douze médailles (deux en or, cinq en argent et cinq en bronze). De plus, les sportifs français ont obtenu six autres podiums dans des épreuves mixant des jeunes de plusieurs nations.

## Médaillés
En italique, les médailles obtenues en équipe mixte avec d'autres nations.
| Médaille | Nom                                                               | Sport            | Épreuve                 | Date       |
| -------- | ----------------------------------------------------------------- | ---------------- | ----------------------- | ---------- |
| Or       | Auguste Aulnette                                                  | Ski alpin        | Combiné garçons         | 11 janvier |
| Or       | Jeanne Richard Mathieu Garcia                                     | Biathlon         | Relais simple mixte     | 12 janvier |
| Or       | Nathan Nicoud                                                     | Hockey sur glace | Tournoi masculin 3x3    | 15 janvier |
| Or       | Ludmilla Bourcet                                                  | Hockey sur glace | Tournoi féminin 3x3     | 15 janvier |
| Argent   | Caitlin McFarlane                                                 | Ski alpin        | Super G                 | 10 janvier |
| Argent   | Jeanne Richard                                                    | Biathlon         | Individuel filles       | 11 janvier |
| Argent   | Victoire Berger Bazil Ducouret Margot Ravinel Anselme Damevin     | Ski-alpinisme    | Relais mixte            | 14 janvier |
| Argent   | Maël Halladj                                                      | Hockey sur glace | Tournoi masculin 3x3    | 15 janvier |
| Argent   | Joséphine Pagnier                                                 | Saut à ski       | Individuel filles       | 19 janvier |
| Argent   | Margaux Herpin                                                    | Snowboard        | Snowboard cross         | 20 janvier |
| Bronze   | Margot Ravinel                                                    | Ski-alpinisme    | Individuel filles       | 10 janvier |
| Bronze   | Mathieu Garcia                                                    | Biathlon         | Individuel garçons      | 11 janvier |
| Bronze   | Margot Ravinel                                                    | Ski-alpinisme    | Sprint filles           | 13 janvier |
| Bronze   | Fany Bertrand Léonie Jeannier Théo Guiraud-Poillot Mathieu Garcia | Biathlon         | Relais mixte            | 15 janvier |
| Bronze   | Hugo Galvez                                                       | Hockey sur glace | Tournoi masculin 3x3    | 15 janvier |
| Bronze   | Emma Tréand Marco Heinis Joséphine Pagnier Valentin Foubert       | Saut à ski       | Compétition par équipes | 20 janvier |